# باب جانستون
باب جانستون (انگلیسی: Bob Johnston؛ زادهٔ ۱۴ مهٔ ۱۹۳۲- درگذشت ۱۴ اوت ۲۰۱۵) یک موسیقی‌دان اهل ایالات متحده آمریکا است.